# Bailliage de Charmes
Le bailliage de Charmes est une ancienne entité administrative du duché puis de la province de Lorraine, ayant existé jusqu'en 1790. Il avait pour chef-lieu Charmes.

## Géographie
Le bailliage de Châté le borne à l’est, celui de Darney au sud, celui de Mirecourt à l'ouest, le comté de Vaudémont et le bailliage de Rosières au nord.

## Histoire
Sur le plan religieux, ce territoire est  partagé entre les diocèses de Nancy et de St. Dié en 1779, il dépendait antérieurement du diocèse de Toul.
La coutume de Lorraine régit ce bailliage, excepté le village de Vincey qui est sous celle d'Épinal. La mesure des grains est le resal de Nancy ; les productions de la terre sont les grains, les vins et les bois.

## Composition
Communautés qui sont dans ce bailliage en 1779 :
- Charmes, la cense de Voivre et autres dépendances
- Avrainville
- Bainville-aux-Miroirs
- Battexey et le moulin de Maximois
- Bettegney-Saint-Brice
- Bralleville
- Brantigny et la cense-prieuré du Fassal
- Chamagne
- Esseigney et la cense de la maison-du-bois
- Florémont
- Germonville
- Gripport
- Gugney-aux-Aulx et la cense de Flavaucourt
- Hergugney
- Rapey
- Rugney et la cense-commanderie de Xugney
- Savigny
- Socourt
- Les Vaux et Ménil
- Ubexy et la cense-seigneuriale de Dommartin-sur-Colmey
- Vincey
- Xaronval